# Ullasjö landskommun
Ullasjö landskommun var en tidigare kommun i dåvarande Älvsborgs län.

## Administrativ historik
Den inrättades i Ullasjö socken i Kinds härad i Västergötland när 1862 års kommunalförordningar trädde i kraft.
Vid Kommunreformen 1952 uppgick kommunen i Axelfors landskommun som 1971 uppgick i Svenljunga kommun.

## Politik

### Mandatfördelning i Ullasjö landskommun 1942-1946
| 7 | 6 | 2 |

| 13 |

| 6 | 7 | 2 |

| 13 |